# Кюрдия
Кюрдѝя е вид горна безръкавна дреха, както мъжка, така и женска, ушита от тепан шаяк, украсена по краищата с цветно везмо и подплатена с кожа. Кюрдията може да е къса до кръста, а също така и дълга до коленете дреха. С това название се наричат женските и мъжките елеци в района на Кумановско, Леринско, Мариово и Солунското поле. Вероятно названието идва от турското kürk, което ще рече подплатен кожух, макар че кюрдията невинаги е подплатена с кожи.